# Bernardino Celià Colom
Bernardino Celià Colom (Sóller, Baleares, 24 de septiembre de 1921 – Ídem, 2 de junio de 1985), fue un pintor especializado en temática paisajística.
Fue discípulo de Josep Ventosa Domènech. Expone por primera vez en 1947 en su localidad natal y después por toda Mallorca. Posteriormente lo hizo fuera de la isla (Menorca, Valencia, Barcelona) y en el extranjero (Bruselas, Amberes). En 1962 recibió el primer premio del Certamen de Pintura de Paisaje y Costumbres, convocado por la Diputación Provincial de Baleares. Con el tiempo se convierte en figura representativa del paisajismo pictórico en Mallorca y su obra está presente en muchas colecciones privadas e instituciones. Se especializó en los paisajes de la costa del norte de Mallorca y estéticamente se inscribe dentro del postimpresionismo. Fundamentó su estilo en una visión libre e intuitiva del paisaje, empleando manchas y masas de color que rozaban la abstracción. Así desarrolló un estilo paisajístico de cariz impresionista, de impactante fuerza visual, al emplear empastes suculentos y con especial cuidado por el color y la luz, que trató con riqueza y diversidad. Expuso repetidamente a lo largo de su vida, tanto en monográficas como colectivas, que recibirían una buena acogida tanto de la crítica especializada como del público.

## Principales exposiciones
- La Unió (sa Botigueta) (Sóller) (1950, 1964 y 2010[3])
- Galerías Costa (Palma) (1952, 1956, 1957, 1963, 1967, 1968, 1971, 1973 y 1975)
- Sala Prat (Valencia) (1954, 1956, 1957 y 1959)
- Bruselas (Bélgica) (1959, 1961 y 1963)
- Amberes (Bélgica) (1961)
- Galerías Mora (Sóller) (1966, 1968, 1977, 1979 y 1985)
- Salón Mercantil de Inca (1975)
- Ateneo Científico, Literario y Artístico de Mahón (1976)
- Galeria Sant Josep (Ciutadella) (1976)
- Galería Jaume III (Palma) (1978 y 1980)
- La Pinacoteca (Barcelona) (1978)
- Galerías Nadal (Palma) (1983)
- Fundación Barceló (Palma) (1995)
- Fundación Coll Bardolet (Valdemosa) (2011)[4]

## Reconocimientos
- En 1989 el Ayuntamiento de Sóller le otorgó el nombre de una calle del municipio después de su muerte, en la localidad de Biniaraix.